# Seznam dirkačev v motociklizmu (R)
| Dirkač           | Sezone                     | Naslovi                                                               | MotoGP zmage | 500 cm³ zmage | 350 cm³ zmage | 250 cm³ zmage | 125 cm³ zmage | 80 cm³ zmage | 50 cm³ zmage |
| ---------------- | -------------------------- | --------------------------------------------------------------------- | ------------ | ------------- | ------------- | ------------- | ------------- | ------------ | ------------ |
| Esteve Rabat     | 2005-2006                  | 0                                                                     | 0            | 0             | 0             | 0             | 0             | 0            | 0            |
| Wayne Rainey     | 1984, 1988-1993            | 3 500cc - 1990,1991,1992                                              | 0            | 24            | 0             | 0             | 0             | 0            | 0            |
| Michael Ranseder | 2005-2006                  | 0                                                                     | 0            | 0             | 0             | 0             | 0             | 0            | 0            |
| Phil Read        | 1961-1976                  | 7 500cc - 1973,1974 250cc - 1964,1965,1968,1971 125cc - 1968          | 0            | 11            | 4             | 27            | 10            | 0            | 0            |
| Jim Redman       | 1959-1966                  | 6 350cc - 1962,1963,1964,1965 250cc - 1962,1963                       | 0            | 2             | 21            | 18            | 4             | 0            | 0            |
| George Reeve     | 1949                       | 0                                                                     | 0            | 0             | 0             | 0             | 0             | 0            | 0            |
| Taru Rinne       | 1988-1989                  | 0                                                                     | 0            | 0             | 0             | 0             | 0             | 0            | 0            |
| Tommy Robb       | 1957-1959, 1961-1971, 1973 | 0                                                                     | 0            | 0             | 1             | 1             | 1             | 0            | 0            |
| Kenny Roberts    | 1974, 1978-1983            | 3 500cc - 1978,1979,1980                                              | 0            | 22            | 0             | 1             | 0             | 0            | 0            |
| Kenny Roberts Jr | 1993-2006                  | 1 500cc - 2000                                                        | 0            | 8             | 0             | 0             | 0             | 0            | 0            |
| Raymond Roche    | 1978, 1980, 1982-1988      | 0                                                                     | 0            | 0             | 0             | 0             | 0             | 0            | 0            |
| Angel Rodríguez  | 2001-2006                  | 0                                                                     | 0            | 0             | 0             | 0             | 0             | 0            | 0            |
| Graziano Rossi   | 1978-1980                  | 0                                                                     | 0            | 0             | 0             | 3             | 0             | 0            | 0            |
| Valentino Rossi  | 1996-2006                  | 7 MotoGP - 2002,2003,2004,2005 500cc - 2001 250cc - 1999 125cc - 1997 | 45           | 13            | 0             | 14            | 12            | 0            | 0            |
| Michel Rougerie  | 1972-1981                  | 0                                                                     | 0            | 0             | 1             | 2             | 0             | 0            | 0            |
| Bruno Ruffo      | 1949-1952                  | 3 250cc - 1949,1951 125cc - 1950                                      | 0            | 0             | 0             | 3             | 1             | 0            | 0            |